# 读书杂志
《讀書雜志》是清代學者王念孫的著作，其主要內容為更正當時學者對經文的誤讀，并于書中批評一些自以為是的學者歪曲了經文的本義，是一本解釋經學的重要文獻。